# UTC-03:30
Giờ UTC−3:30 chỉ được dùng tại Canada, và không dùng cho giờ tiết kiệm ánh sáng ngày.
- Canada (NST—Giờ chuẩn Newfoundland)
  - Labrador (đông nam)*,
  - Newfoundland*

Thời gian này hiện tại: 23/03/2025 22:01:49